# هری استک سالیوان
هری اِستَک سالیوان (به انگلیسی: Harry Stack Sullivan) (زاده ۲۱ فوریه ۱۸۹۲ نوریچ، نیویورک – درگذشته ۱۴ ژانویه ۱۹۴۹ پاریس، فرانسه) روان‌پزشک آمریکایی بود، که به خاطر اهمیتی که برای روابط میان فردی قائل بود معروف شد.
نظریهٔ وی، به نظریهٔ روابط میان فردی (interpersonal theory) معروف شده‌است. این نظریه می‌گوید که روابط میان فردی سالم، به ایجاد و حفظ شخصیت سالم کمک می‌کند، و روابط میان فردی ناسالم، به شخصیت انسان‌ها آسیب می‌رساند.
در مصاحبه‌های او با بیماران اسکیزوفرنی، توانایی غیر معمول او در روانکاوی این بیماران به خوبی مشهود بود. هنگامی که سالیوان در سال‌های ۱۹۲۳–۱۹۳۰ مشغول تحقیقات بالینی در بیمارستان Sheppard and Enoch Pratt ماریلند بود، با آدولف مایر آشنا شد. متد درمانی آدولف مایر در تبیین اختلالات روانی به جای اتکا بر عوامل عصب شناختی، بر مبنای عوامل اجتماعی و روانشناختی بود.

## زندگی‌نامه
هری سالیوان در ۱۸۹۲ در نوریچ، ایالت نیویورک به دنیا آمد. خانوادهٔ آن‌ها تازه از ایرلند به ایالات متحده آمریکا مهاجرت کرده بود و در نوریچ در حومهٔ نیویورک سکنی گزیدند. آن‌ها بعداً به مزرعه‌ای در نزدیکی نوریچ رفتند و سالیوان با مزرعه-دارهایی بزرگ شد که برای زندگی بهتر به ایالات متحده آمریکا آمده، و به اصول اخلاقی پروتستان معتقد بودند. با این حال، آن‌ها به شیوه‌های مختلف، یک سبک زندگی خاص را در پیش گرفتند که با تصویر ایده‌آل زندگی در روستاهای آمریکا مطابقتی نداشت. تمام منطقه به خاطر نرخ بالای خودکشی معروف بود. زنان مزرعه دار و منزوی، بیشتر از مردان خودکشی می‌کردند و گاهی بچه‌هایشان را نیز با خودشان می‌بردند.

سالیوان تک فرزند خانواده بود. از بین سه کودک، فقط او که کوچک‌ترین آن‌ها بود، زنده ماند. مادرش او را می‌پرستید ولی پدرش او را بی‌عرضه‌ای می‌دانست که نمی‌تواند در مزرعه کار کند زیرا دائم سرش تو کتاب بود. پدرش مزرعه دار فقیری بود که برای به دست آوردن مایحتاج اولیه برای خانواده اش مجبور بود تقلا کند. او مردی کم حرف بود که وقتی هم حرف می‌زد، حرف‌هایش نامفهوم بود. رابطهٔ هری با وی زیاد نزدیک نبود. قبل از این که هری به سه سالگی برسد، مادرش دوره‌ای از افسردگی داشت. حتی گفته می‌شود که اقدام به خودکشی کرده و می‌خواسته تا هری کوچک را نیز به همراه خودش بکُشد. به همین دلیل، هری را به مادربزرگش سپردند. بعداً که هری دوباره پهلوی مادرش برگشت، او گوش وی را از داستان بدبختی‌هایش پر کرد مادر هری بر وی تأثیر زیادی گذاشت. 
«این که فقیر است و با مردی ازدواج کرده‌است که به عقیدهٔ وی، از لحاظ کلاس اجتماعی از وی پائینتر است، داستان‌هایی از زندگی باشکوه تری که قبل از ازدواج داشت، از ناراحتی‌هایش و از آرزوهای محالش»
.
خانوادهٔ استک (خانوادهٔ مادری) در بین مردم و محلهٔ خود بسیار محترم بودند. اما در مورد خانوادهٔ سالیوان چنین نبود. این مقایسه، مثالی است از «قانون نسبیت اجتماعی» (یا قانون اجتماعی نسبیت)، به این صورت که در یک محله یا منطقهٔ فقیرنشین، استک‌ها، در مقایسه با سالیوانها، موقعیت اجتماعی بهتری داشتند. در واقع، از بین تمام نظریه پردازانی که در این کتاب به آن‌ها می‌پردازیم، خانوادهٔ سالیوان از همهٔ خانواده‌ها فقیرتر و پایینتر است. اسم هورنای، از طرف مادری، با وَن شروع می‌شود که مثل لرد، دُن، یا کنت، علامت نجیب زادگی است. در نقطهٔ مقابل، خانوادهٔ سالیوان مهاجرانی تازه به ساحل رسیده، و از طبقهٔ کارگر بودند. یکی از عواملی که سالیوان را به سوی موفقیت هول داد احتمالاً آرزوی وی برای بالا رفتن از نردبام اجتماعی بوده‌است. از سوی دیگر، توهمات وی در بارهٔ خانوادهٔ مادریش، ممکن است استانداردهای وی را بالا برده باشد. سالیوان در طول عمرش بارها اسمش را عوض کرد. این موضوع ممکن است تأثیر مادرش، اللا استک، برای موفق شدن را نشان دهد که نیروی محرکهٔ سالیوان محسوب می‌شود. سالیوان به هنگام ورود به دانشکدهٔ پزشکی، هری فرانسیس سالیوان، یا ایچ. اف. سالیوان نام داشت (به او در ۱۳ سالگی اسم فرانسیس داده شده، که با موافقت وی همراه بود). بعدها او انواع ترکیبها را امتحان کرد، مثل هری اِف. سالیوان یا فقط هری سالیوان خالی. اما سرانجام فرانسیس را کنار گذاشت و نام مادریش، استک، را به جای آن گذاشت. او در سردرگمی در هویت، با اریکسون همدرد بود.
سالیوان در مدرسه هیچ دوستی نداشت، مستاصلانه محتاج توجه معلمان، و دانش آموز بسیار ممتازی بود. او یک بورس تحصیلی از ایالت نیویورک دریافت کرد و به تحصیل در دانشگاه کورنل مشغول شد. در هفته‌های آخر ترم دوم، او را به مدت یک ترم از تحصیل معلق کردند. علت آن دو چیز بود. اولاً نمرات وی به شدت افت کرده بود؛ و ثانیاً، به همراه عده‌ای از دیگر دانشجویان، به‌طور غیرقانونی و از طریق پست، به خرید و فروش مواد شیمیایی می‌پرداخت. با این که شواهد نشان می‌داد که نقش وی در این کار، جزئی و حاشیه‌ای است، تمام تقصیرها به گردن وی افتاد و او به تقلب پستی محکوم شد. با این که مجازات وی فقط یک ترم تعلیق بود، او هرگز به دانشگاه برنگشت و به مدت دو سال ناپدید شد. بعضی می‌گفتند که او در زندان یا مراکز بازپروری است، اما به نظر می‌رسد که او دوره‌ای از اسکیزوفرنی را تجربه کرده و به خاطر آن مدت کوتاهی هم بستری بوده‌است.
سالیوان، برای این که بتواند در آینده درآمد داشته باشد، می‌خواست پزشکی بخواند. تا شش سال بعد از اخراج از کورنل، سالیوان در شغل‌های گوناگون کار می‌کرد تا بتواند خرج تحصیل در دانشگاه پزشکی CCMS را درآورد. این دانشگاه در سال ۱۹۱۷ تعطیل شد، همان سالی که سالیوان مدرک پزشکی خود را گرفت. وی در این دانشگاه سطح پائین، باز هم نمرات سالیوان اکثراً بد بودند. او در تمام این سال‌ها فقط یک A گرفت، و کلکسیونی از انواع و اقسام Dها را جمع‌آوری کرد. به این ترتیب، او در یک دانشگاه بد نمرات بد می‌گرفت.
آموزش ضعیفی که سالیوان در این دانشگاه دریافت کرد آثار سوئی در زندگی او گذاشت. او هرگز یادنگرفت تا خوب بنویسد، و در متدولوژی و تحقیق علمی، به‌طور رسمی آموزش ندید. همچنین، هیچ واحد درسی در روان‌پزشکی در آن دانشگاه نگذراند. بنا بر این، شکافهای زیادی در دانش پزشکی او وجود داشت. با این حال، سالیوان خودش در خارج از کلاس به دنبال یادگیری بود. یک نکتهٔ مثبت نیز ممکن است وجود داشته باشد: کمبود آموزش رسمی ممکن است باعث شده باشد تا او زندانی بعضی نگرشها و پیش ذهنیت‌های تثبیت شده‌ای که آموزش و پرورش رسمی می‌تواند ایجاد کند، نشود.
سالیوان در سی سالگی وارد روان‌پزشکی شد، زمانی که در بیمارستان سنت الیزابت، واشینگتن مشغول به کار شد. بیماران وی سربازانی بودند که از جنگ برگشته و مشکلات روانی پیدا کرده بودند. به گفتهٔ او، استادان واقعی وی، بیمارانش بودند.

## درگذشت سالیوان و علت آن
سالیوان در ۱۴ ژانویهٔ ۱۹۴۹ در پاریس و در شرایطی اسرارآمیز فوت کرد. او را در اتاقی در یک هتل پیدا کردند که روی زمین افتاده، و داروی‌های قلبش در اطرافش پراکنده شده بود. شایعهٔ خودکشی به سرعت پخش شد، مخصوصاً در زادگاه وی در ایالات متحده آمریکا، که هنوز خودکشی به شدت در آنجا رواج داشت. پزشکان علت مرگ وی را خونریزی مننژیتی دانستند، اما صاحب نظران می‌گویند که ممکن است افکاری که در روز یا روزهای قبل از مرگ به ذهن وی رسیده‌اند در مرگ وی تأثیر داشته‌اند یا حتی باعث آن بوده‌اند. صبح همان روز، وقتی که از خواب برخاسته بود، این واقعیت که آن روز، روز تولد مادرش بود، بدون شک در ذهن وی بوده‌است. همچنین، تا سالگرد وفات یکی از دوستان بسیار عزیزش چند روز بیش نمانده بود. همچنین، حتماً به یادش بوده‌است که لئو استک، یکی از فامیلهایش، چند سال قبل در حمله‌ای مشابه، در یک اتاق در یک هتل، و در ماه ژانویه، مرده‌است. علاوه بر همهٔ اینها، سالیوان در سال ۱۹۳۱ پیش‌بینی کرده بود که در ۵۷ سالگی و به علت پاره شدن سرخرگ مننژیتی خواهد مرد. پیش گویی، به طرز بهت آوری درست از آب درآمد. شاید در ذهن داشتن این چهار رویداد، باعث شده‌است تا رویدادی غیرقابل اجتناب، اندکی سریعتر روی دهد. این معما هرگز حل نخواهد شد، اما یک موضوع واضح است: روان‌پزشکی از مرگ زودرس سالیوان به شدت آسیب دید.

## توضیحات
1. ↑  تقلب پستی در قوانین جزایی ایالات متحده آمریکا عبارت است از هر گونه نقشه و توطئه برای به دست آوردن پول یا اشیای گرانبهای دیگر، یا هر نوع خرید و فروش غیرقانونی که در طی اجرای آن، از سیستم پستی سوءاستفاده شود
2. ↑  دانشگاهی سطح پائین بود که سالیوان بعدها آن را به «چاپخانهٔ مدرک» تشبیه کرد.